# 파클랜드 (플로리다주)
파클랜드(영어: Parkland)는 미국 플로리다주 브로워드군의 도시이다. 2010년 인구 조사에서 인구는 23,962명이였다.
2018년 2월 14일 파클랜드에서 마저리 스톤먼 더글러스 고등학교 총기 난사 사건이 발생하였다.

## 인구
| 인구조사              | 인구   | Note  | %±     |
| --------------------- | ------ | ----- | ------ |
| 1970년                | 165    |       | —      |
| 1980년                | 545    |       | 230.3% |
| 1990년                | 3,558  |       | 552.8% |
| 2000년                | 13,835 |       | 288.8% |
| 2010년                | 23,962 |       | 73.2%  |
| 2019 (추산)           | 34,170 | [ 3 ] | 42.6%  |
| U.S. Decennial Census |        |       |        |